# 分心
分心（英文：Distraction）是將人的注意力（注意力/專注力，下同）抽離目標區（desired area），因此阻絕（或是減少）接收目標區資訊的過程。分心的成因可能是：無法專心、對注意力目標區的事物沒興趣、有比注意力目標區更新奇、更有吸引力、或緊急且重要的人事時地物。分心可以起源自內在及外在，舉例來說，外在分心原因包含：視覺刺激、社交互動、音樂、文字訊息、來電等。至於內在分心原因則例如：飢餓、疲勞、生病、擔心、做白日夢等。兩者都能導致分心。